# 1550ニュースレーダーWith
『1550ニュースレーダーWith』（いちごーごーまるニュースレーダーうぃず）は、2021年3月29日から青森放送（RABテレビ）で放送されている夕方ワイド番組。
放送時間は月曜から金曜の15:50 - 16:45（2024年3月29日までは15:50 - 16:50）。

## 概要
青森放送では、1995年放送開始の『情報なんでもワイド・出会いふれあい生テレビ!』から夕方ワイド番組を放送してきた。2021年春の番組改編でこれまで金曜日に放送されていた『ZIP!FRIDAY』と、月曜日に放送されていた『月曜情報便』（インフォマーシャル番組）を引き継ぐ形で、同年3月29日に放送開始。同局における帯番組としての夕方ワイド番組は、2009年以来12年ぶりの再開となる。
「県民のために、県民の皆さんと一緒に」をコンセプトに、月曜から金曜まで最新の県内外のニュースや暮らしに役立つ情報を、毎日の生放送をプラットホームに発信する。
放送開始に先立ち、2021年3月1日から同局の公式ホームページやアプリ上で新番組告知が行われ、適宜5秒スポットが放送された。同年3月12日放送の『ZIP!FRIDAY』では出演者と放送時間に関する発表が行われ、以降は出演者がジャンプしている様子の15秒スポットも放送された。また、同年3月19日放送の『ZIP!FRIDAY』では番組のキャラクターで月曜から木曜の出演者でもある「サカイクン」が発表されるなど、同局のテレビとラジオの各番組内で順次情報が発表された。
本番組の開始で、11:55の『ヒルナンデス!』（日本テレビ）から『RABニュースレーダー』終了の19:00まで生放送番組が7時間連続することとなる。
3月上旬の県立高校入学試験実施日は、「青森県高校入試速報」が放送されるため、番組休止となる。また祝日も不定期で番組休止となる場合がある。
2023年4月3日放送分より、当日深夜の時間帯にノーカットによる再放送を開始。フィラー枠で放送するため日テレNEWS24は短縮および休止となる。なお放送時間が確保出来ない等諸事情で再放送を行わない日もある（不適切発言等、生放送中の不体裁で急遽再放送を取り止める事例もある）。
2024年4月1日より、日本テレビ『news every.』第2部の開始時間が5分繰り上がるため当番組の放送時間も短縮され15:50 - 16:45となる。

## 出演者
MC
全てRABアナウンサー
- 板橋優磨（2022年7月4日 - 、月 - 水曜）[4]
- 濱野壱清（2023年7月27日 - 、木・金曜）
- 伊東幸子（2022年10月7日 - 、火曜）[5]
- 廣瀬絢南（2023年7月26日 - 、水曜）
- 橋本莉奈（2023年4月6日 - 、木曜）
- 猪股南（2023年4月7日 - 、金曜）

番組キャラクター
- 松森AHABA（声：田村啓美、2023年5月15日 - ）
- 委員長サ～メ（声：鮫島大史、2023年5月16日 - ）

リポーター
- 野坂真理　- 前身番組の『ZIP!FRIDAY』から続投

コーナーレギュラー
- 栗原心平 - 『栗原心平の青森いただきまーす!』（月曜）に出演
- 佐藤弘道 - 『ひろみちお兄さんといっしょに体操』（木曜）に出演[注釈 1]

過去の出演者
| 期間      | 期間      | 男性      | 男性     | 男性         | 女性              | 女性              | 女性              | 女性              | 女性     |
| 期間      | 期間      | 月 - 水曜 | 木曜     | 金曜         | 月曜              | 火曜              | 水曜              | 木曜              | 金曜     |
| --------- | --------- | --------- | -------- | ------------ | ----------------- | ----------------- | ----------------- | ----------------- | -------- |
| 2021.3.29 | 2021.6.25 | 山谷清和  | 山谷清和 | あどばるーん | 桒子英里 中村香音 | 桒子英里 中村香音 | 桒子英里 中村香音 | 桒子英里 中村香音 | 筋野裕子 |
| 2021.6.28 | 2021.10.1 | 松本卓也  | 松本卓也 | あどばるーん | 桒子英里 中村香音 | 桒子英里 中村香音 | 桒子英里 中村香音 | 桒子英里 中村香音 | 筋野裕子 |
| 2021.10.4 | 2022.3.25 | 松本卓也  | 松本卓也 | あどばるーん | 中村香音          | 中村香音          | 中村香音          | 中村香音          | 筋野裕子 |
| 2022.3.28 | 2022.7.1  | 松本卓也  | 松本卓也 | あどばるーん | 中村香音          | 中村香音          | 中村香音          | 中村香音          | 中村香音 |
| 2022.7.4  | 2022.9.30 | 板橋優磨  | 板橋優磨 | あどばるーん | 中村香音          | 中村香音          | 中村香音          | 中村香音          | 中村香音 |
| 2022.10.3 | 2022.12.2 | 板橋優磨  | 板橋優磨 | あどばるーん | 中村香音          | 中村香音          | 中村香音          | 中村香音          | 伊東幸子 |
| 2022.12.5 | 2023.3.31 | 板橋優磨  | 板橋優磨 | あどばるーん | 小田安珠          | 伊東幸子          | 筋野裕子          | 小田安珠          | 伊東幸子 |
| 2023.4.3  | 2023.7.21 | 板橋優磨  | 板橋優磨 | 板橋優磨     | 小田安珠          | 伊東幸子          | 吉﨑ちひろ        | 橋本莉奈          | 猪股南   |
| 2023.7.24 | 2024.3.1  | 板橋優磨  | 濱野壱清 | 濱野壱清     | 小田安珠          | 伊東幸子          | 廣瀬絢南          | 橋本莉奈          | 猪股南   |
| 2024.3.4  | 現在      | 板橋優磨  | 濱野壱清 | 濱野壱清     | （週替わり）      | 伊東幸子          | 廣瀬絢南          | 橋本莉奈          | 猪股南   |

番組キャラクター
以下のキャラクターはRABアナウンサー（当時）の境祐貴が声を担当していた（2021年3月29日 - 2023年5月12日）
- サカイクン（月 - 木曜）
- ぶらっくサカイ（金曜）
- オトナサカイ（放送100回おきに登場）

## 主なコーナー
月 - 金曜
- ニュース[注釈 3]・天気予報
- ふるトクッ!
- 短命県返上! 教えて!ナカジー

月曜
- 栗原心平の青森いただきまーす! [8]
- 安珠のみーっけ[9]
- 公園deビュー
- 私がココにいる理由。
- 創リビト

火曜
- わにゃん
- かすみの民謡はしご唄

水曜
- 明日もお弁当（おべんと）食べたいな/明日も学食食べたいな
- 撮れたて写真SHOW
- A.T.K あおもり手踊りキッズ

木曜
- ひろみちお兄さんといっしょに体操 [注釈 4]
- シーズン in the 産
- ヘルシーうれしー
- パシャロケ!
- あの瞬（とき）この時[注釈 5]

金曜
- With川柳塾（隔週）[10]

曜日不定および不定期放送
- 新作 金多豆蔵
- ジョナStyle
- あたらしいむがしコ
- Withベジ
- With+RABニュースレーダー いっしょに考えよう
- あどばるーんの40市町村 漫才の旅
- ダンダンDANCE
- 青森わざ図鑑
- 駅からGO
- ちょびっと散歩
- ピンポーン!アオモリお届け便